# Bischof + Klein
Die Bischof+Klein SE & Co. KG mit Sitz in Lengerich im Tecklenburger Land ist ein mittelständischer Hersteller von flexiblen Verpackungen aus Kunststoff und Kunststoffverbunden sowie von technischen Folien.
Die Bischof+Klein SE & Co. KG befindet sich vollständig im Besitz der Klein+Günther SE & Co. KG. Gesellschafter bei Klein+Günther sind die Nachkommen des Firmengründers Alwin Klein.

## Das Unternehmen
Zur B+K-Gruppe gehören:
1. Bischof+Klein SE & Co. KG

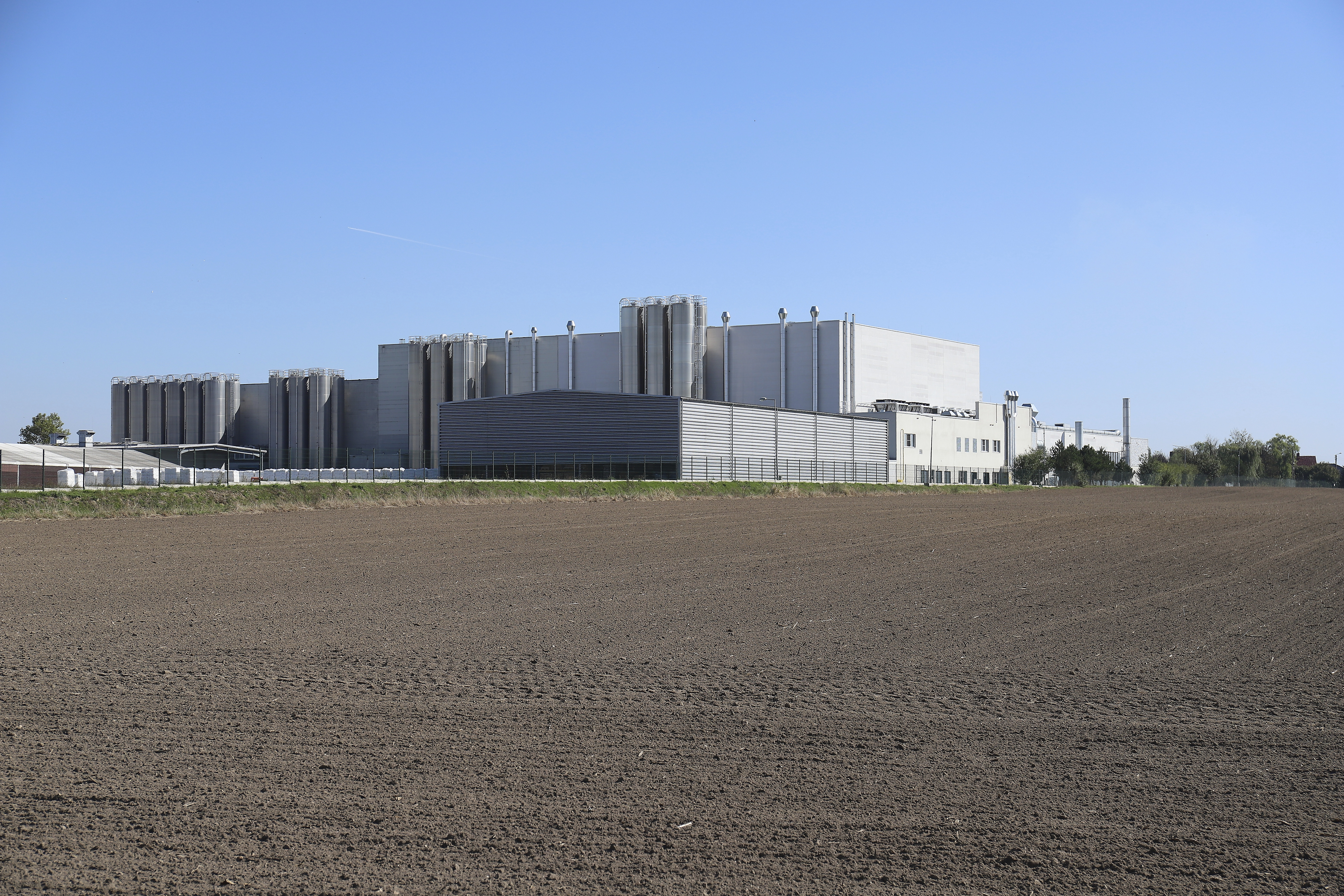
Fabrikgebäude in Walce (Walzen) in Polen

2. Bischof+Klein Polska GmbH sp.k., Walce (Polen)
3. Bischof+Klein (UK) Ltd., Telford (Großbritannien)
4. Bischof+Klein France SAS, Pont-Audemer (Frankreich)

## Geschichte
1892 gründete Alwin Klein zusammen mit Hermann Bischof die „Papierfabrik und Prägeanstalt Bischof & Klein“. 1922 stieg das Unternehmen mit der Produktion von Papiersäcken für die benachbarten Kalk- und Zementwerke (Dyckerhoff) in die Verpackungsbranche ein. Papierkleinverpackungen und der Zeitungsdruck erweiterten das Sortiment. 1950 wurde die Produktion von Konsumverpackungen verstärkt. Anfang der 1960er Jahre gehörte B+K zu den Vorreitern in der Kunststoffverarbeitung und produziert seit 1963 Industrieverpackungen aus Kunststoff. Mit dem Ausbau der Kunststoffverarbeitung wurde ab 1980 das Angebot an Konsumverpackungen erweitert. In diese Zeit fällt auch der Aufbau der Sparte Technische Folien.

## Geschäftsbereiche
Das Produktprogramm umfasst verschiedene Verpackungen von Industrieverpackungen über Konsumverpackungen bis zu Spezialfolien für technische Anwendungen. Industrieverpackungen werden für die Branchen Chemie, Agro und Garten, Bau und Haus, Hochreine Produkte und Nahrungs- und Genussmittel hergestellt. Im Konsumsektor produziert B+K Verpackungen für die Branchen Agro und Garten, Bau und Haus, Hygiene, Nahrungs- und Genussmittel, Tiernahrung, Wasch- und Reinigungsmittel. Schwerpunkte bei den Technischen Folien sind die Fertigung von Oberflächenschutzfolien und technischen Verbundfolien bzw. Kaschierfolien.

## Technik und Entwicklung
Die Bischof+Klein-Gruppe produziert auf Anlagen für Extrusion (Mono-/Coextrusion), Tief-/Flexodruck, lösemittelhaltige/-freie Kaschierung und Beschichtung sowie für Extrusionskaschierung und -beschichtung. In einer separaten Produktionshalle fertigt das Unternehmen unter Bedingungen des Hoch-Reinraums Verpackungen für hochreine Produkte.